# ハムディ・ナゲズ
ハムディ・ナゲズ(Hamdi Nagguez，1992年10月28日 - )は、チュニジア・モナスティル出身のサッカー選手。ポジションはディフェンダー。エスペランス・スポルティーブ・ドゥ・チュニス所属。

## 経歴
2018 FIFAワールドカップを戦うチュニジア代表の本大会メンバーに選出された。

## 代表歴

### 出場大会
- チュニジア代表
  - 2018 FIFAワールドカップ

### 試合数
- 国際Aマッチ 21試合 0得点（2015年-2018年）[2]

| チュニジア代表 | 国際Aマッチ | 国際Aマッチ |
| 年             | 出場        | 得点        |
| -------------- | ----------- | ----------- |
| 2015           | 2           | 0           |
| 2016           | 4           | 0           |
| 2017           | 8           | 0           |
| 2018           | 7           | 0           |
| 通算           | 21          | 0           |